# Tonio Walter
Tonio Walter (* 8. Februar 1971 in Hamburg) ist ein deutscher Strafrechtler, Hochschullehrer an der Universität Regensburg und ehemaliger Richter am Bayerischen Obersten Landesgericht.

## Leben und Wirken
Tonio Walter ist Sohn des Kriminologen Michael Walter. Nach dem Abitur in Köln 1990 und dem Wehrdienst 1990/91 bei der Deutschen Marine und einem abgebrochenen Studium der Architektur in Aachen studierte Walter Rechtswissenschaften als Stipendiat der Studienstiftung des deutschen Volkes  in Bonn und in Freiburg im Breisgau. Nach dem ersten juristischen Staatsexamen 1996 arbeitete Walter als wissenschaftlicher Mitarbeiter am Institut für Kriminologie und Wirtschaftsstrafrecht (Klaus Tiedemann). Nach einem Forschungsaufenthalt in Paris 1997/98 begann Walter das Rechtsreferendariat ebenfalls in Freiburg im Breisgau, welches im Jahr 2000 mit dem zweiten juristischen Staatsexamen seinen Abschluss fand. An der Universität Freiburg wurde er 1999 mit einer Arbeit über Betrugsstrafrecht in Frankreich und Deutschland promoviert, wo er sich auch 2004 mit einer Abhandlung zur allgemeinen Lehre vom Verbrechen und der Lehre vom Irrtum de lege lata und de lege ferenda habilitierte. Walter erhielt die Lehrbefugnis (venia legendi) für Strafrecht, Strafprozessrecht und Strafrechtsvergleichung.
Nach einer Lehrstuhlvertretung an der Universität Hannover erreichte Walter im Februar 2005 ein Ruf an die Universität Regensburg auf eine W3-Professur für Strafrecht, Strafprozessrecht und Europäisches Strafrecht. Nach einer Vertretung des Lehrstuhls im Wintersemester 2005/06 hat er ihn am 1. April 2006 als Ordinarius übernommen und um das Tätigkeitsfeld des Wirtschaftsstrafrechts ergänzt. Vom Wintersemester 2013/14 bis zum Sommersemester 2015 war er Dekan der Regensburger Fakultät für Rechtswissenschaft. Ab dem 1. Juni 2013 bis zum 28. Februar 2019 war Walter Richter im zweiten Hauptamt am Oberlandesgericht Nürnberg, seit dem 1. März 2019 ist er Richter am Bayerischen Obersten Landesgericht. Von 2014 bis 2018 war er stellvertretendes Mitglied des Bayerischen Verfassungsgerichtshofs.
Außerdem engagierte sich Walter politisch. Im Jahr 2001 trat er der SPD bei und war seit 2007 Vorstandsmitglied im SPD-Bezirk Oberpfalz. Zudem war er seit 2007 Vorsitzender der Arbeitsgemeinschaft sozialdemokratischer Juristinnen und Juristen (AsJ) in der Oberpfalz und seit 2008 sowohl Landesvorsitzender der AsJ Bayern als auch Mitglied im Bundesvorstand der AsJ. Außerdem wurde er im Jahr 2008 zum Vorsitzenden des SPD-Ortsvereins Regensburg Altstadt gewählt; ein Amt, das er 2009 wieder abgab. Seine Bewerbung – um die ihn der Vorstand der Regensburger SPD gebeten hatte –, von der SPD als Kandidat für die Wahl des Oberbürgermeisters von Regensburg aufgestellt zu werden, blieb zwar ohne Erfolg. Er kandidierte aber erfolgreich bei den Kommunalwahlen in Regensburg am 2. März 2008 und zog auf dem siebten Listenplatz in den Stadtrat ein. Im Stadtrat wurde er Mitglied im Bau- und Vergabeausschuss, im Sportausschuss sowie im Ausschuss für Wirtschaft und Beteiligungen. Zum 30. November 2010 legte Walter sein Stadtratsmandat nieder, um sich stärker seinen Aufgaben als Hochschullehrer zu widmen. Zum 1. April 2018 trat Walter aus der SPD aus und begründete dies in einem Brief, den er auch in seinem Facebook-Profil veröffentlichte, mit der Regensburger Parteispendenaffäre der dortigen SPD.
Walter ist Vertrauensdozent der Friedrich-Ebert-Stiftung, ehemaliger Vorsitzender des Alumni-Vereins der Regensburger Fakultät für Rechtswissenschaft, engagiert sich ehrenamtlich für die Studienstiftung des deutschen Volkes und unterstützt einige private Vereine.
Im Jahr 2005 debütierte Walter mit dem Roman Polyphem als Romancier. Der Roman spielt während des Zweiten Weltkriegs und erzählt vor dem Hintergrund der Geschichte eines deutschen Kriegsschiffs, der Admiral Graf Spee, vom Marineleben, von den Schrecken des Krieges und von der Liebe eines deutschen Navigationsoffiziers zu einer britischen Ärztin. 2015 wurde sein zweites belletristisches Buch veröffentlicht, die Novelle Am sechsten Tag, die sich mit einem Verbrechen und paranormalen Phänomene in einer italienischen Villa beschäftigt. Im Jahr 2020 erschien Vollbefriedigend, ein Campusroman über die Universität Freiburg, der das dortige akademische Leben und Treiben um Sex, Eitelkeiten und Begehrlichkeiten etc. karikiert.
Walter ist ein Gegner des deutschen Gesetzes zur Beschneidung von 2012.
2020 war Tonio Walter einer der Erstunterzeichner des Appells für freie Debattenräume gegen die sogenannte Cancel Culture.

## Veröffentlichungen
Rechtswissenschaft
- Betrugsstrafrecht in Frankreich und Deutschland. C. F. Müller, Heidelberg 1999, ISBN 978-3811499812.
- Der Kern des Strafrechts. Die allgemeine Lehre vom Verbrechen und die Lehre vom Irrtum. Mohr Siebeck, Tübingen 2006, ISBN 978-3161489853.
- Strafe und Vergeltung – Rehabilitation und Grenzen eines Prinzips. Nomos, Baden-Baden 2016, ISBN 978-3-8487-3287-6 (21 S.).
- Kleine Stilkunde für Juristen. 4. Auflage. C.H. Beck, München 2024, ISBN 978-3-406-81475-4 (320 S.).
- Kleine Rhetorikschule für Juristen. 2. Auflage. C.H. Beck, München 2017, ISBN 978-3-406-71361-3 (327 S.).
- Strafprozessrecht. Ein Lehrbuch für Studenten und angehende Praktiker. utb (Mohr Siebeck), Tübingen 2020, ISBN 978-3-8252-5467-4 (280 S.).

Sozialpolitik
- Die Kultur der Verantwortung. Merus, Hamburg 2007, ISBN 978-3939519386.

Belletristik
- Polyphem. Edition Peperkorn, Thunum 2005, ISBN 3-929181-61-4 (Verlagsinformationen).
- Am sechsten Tag. Schöffling & Co., Frankfurt am Main 2015, ISBN 978-3-89561-075-2.
- Vollbefriedigend. Königshausen & Neumann, Würzburg 2020, ISBN 978-3-8260-6742-6.
- Im Netz. Königshausen & Neumann, Würzburg 2023, ISBN 978-3-8260-7263-5.